# Ann Buckley
Ann Buckley, död 1872, var en brittisk affärsidkare (fabrikör och industrialist).
Hon var gift med John Buckley, som grundade klädindustrin Cap Manufacturers and Clothiers i Leeds i Yorkshire 1834. Hon tog över verksamheten vid sin makes död 1850. Hon samarbetade med sina söner Joshua och John, som hon även gjorde till delägare 1856, men behöll ensam den aktiva kontrollen som direktör för 'Ann Buckley and Sons' fram till sin död. Hon tillhörde de betydande gestalterna inom Leeds viktorianska industriepok och hade 140 anställda under år 1861. Vid sin död lämnade hon efter sig en förmögenhet på £ 14,000. 